# Cuproiridsit
Cuproiridsit ist ein selten vorkommendes Mineral aus der Mineralklasse der „Sulfide und Sulfosalze“ mit der Endgliedzusammensetzung CuIr2S4 und damit chemisch gesehen ein Kupfer-Iridium-Sulfid. Strukturell zählt Cuproiridsit zur Gruppe der Spinelle.
Cuproiridsit kristallisiert im kubischen Kristallsystem, konnte bisher jedoch nur in Form winziger Einschlüsse bis etwa 300 μm in Isoferroplatin und Platin gefunden werden. Das Mineral ist vollkommen undurchsichtig und von eisenschwarzer, im Auflicht auch grauer, Farbe mit einem metallischen Glanz auf den Oberflächen.

## Etymologie und Geschichte
Entdeckt wurde Cuproiridsit zusammen mit Cuprorhodsit in Mineralproben vom Berg Filipp (russisch гора Филиппа) auf der Halbinsel Kamtschatka sowie vom Kondjor-Massiv und dem nahe gelegenen Chad-Massiv im Aldanhochland auf dem Gebiet der Republik Sacha (Jakutien) in der Region Chabarowsk im russischen Föderationskreis Ferner Osten. Alle drei Fundstätten gelten daher als Typlokalität für Cuproiridsit. Die Analyse und Erstbeschreibung erfolgte durch N. S. Rudaschewski, Y. P. Menschikow, A. G. Motschalow, N. V. Trubkin, N. I. Schumskaja, V. V. Schdanow (russisch: Н. С. Рудашевский, Ю. П. Меньшиков, А. Г. Мочалов, Н. В. Трубкин, Н. И. Шумская, В. В. Жданов), die das Mineral nach dessen chemischer Zusammensetzung aus Kupfer (lateinisch cuprum, als Namensteil Cupro-) und Iridium benannten.
Das Mineralogenteam um Rudaschewski reichte seine Untersuchungsergebnisse und den gewählten Namen 1984 zur Prüfung bei der International Mineralogical Association ein (interne Eingangs-Nr. der IMA: 1984-016), die den Cuproiridsit als eigenständige Mineralart anerkannte. Die Publikation folgte ein Jahr später im russischen Fachmagazin Записки Всесоюзного Минералогического Общества [Sapiski Wsessojusnogo Mineralogitscheskogo Obschtschestwa] und wurde 1986 mit der Publikation der New Mineral Names im englischsprachigen Fachmagazin American Mineralogist nochmals bestätigt.
Das Typmaterial des Minerals wird in der Mineralogischen Sammlung der Staatlichen Bergbau-Universität Sankt Petersburg (ehemals Staatliches Bergbauinstitut) in Sankt Petersburg unter der Sammlungs-Nr. 1686/1 aufbewahrt.

## Klassifikation
Die strukturelle Klassifikation der IMA zählt den Cuproiridsit zur Spinell-Supergruppe, wo er zusammen mit Carrollit, Cuprokalininit, Fletcherit, Florensovit, Malanit, Rhodostannit und Toyohait die „Carrollit-Untergruppe“ innerhalb der „Thiospinelle“ bildet (Stand 2019).
Die bekannten und zunächst nach chemischer Zusammensetzung ordnenden Mineralsystematiken sortieren den Cuproiridsit in die Mineralklasse der „Sulfide und Sulfosalze“ ein.
Da der Cuproiridsit erst 1984 als eigenständiges Mineral anerkannt wurde, ist er in der seit 1977 veralteten 8. Auflage der Mineralsystematik nach Strunz noch nicht verzeichnet. Im Lapis-Mineralienverzeichnis nach Stefan Weiß, das sich aus Rücksicht auf private Sammler und institutionelle Sammlungen noch nach dieser alten Form der Systematik von Karl Hugo Strunz richtet, erhielt das Mineral die System- und Mineral-Nr. II/D.02-30. In der „Lapis-Systematik“ entspricht dies der Abteilung „Sulfide mit dem Stoffmengenverhältnis Metall : S,Se,Te < 1 : 1“, wo Cuproiridsit zusammen mit Cuprorhodsit, Ferrorhodsit (diskreditiert, da identisch mit Cuprorhodsit; IMA 2017-H), Kingstonit, Malanit und Xingzhongit die unbenannte Gruppe II/D.02 bildet (Stand 2018).
Die von der IMA bis 2009 aktualisierte 9. Auflage der Strunz’schen Mineralsystematik ordnet den Cuproiridsit dagegen in die Abteilung der „Metallsulfide mit M : S = 3 : 4 und 2 : 3“ ein. Diese ist weiter unterteilt nach dem genauen Stoffmengenverhältnis, so dass das Mineral entsprechend seiner Zusammensetzung in der Unterabteilung „M : S = 3 : 4“ zu finden ist, wo es zusammen mit Bornhardtit, Cadmoindit, Carrollit, Cuprorhodsit, Daubréelith, Ferrorhodsit, Fletcherit, Florensovit, Greigit, Indit, Kalininit, Linneit, Malanit, Polydymit, Siegenit, Trüstedtit, Tyrrellit, Violarit und Xingzhongit die „Linneitgruppe“ System-Nr. 2.DA.05 bildet.
Die von der Mineraldatenbank „Mindat.org“ weitergeführte Strunz-Klassifikation, die sich im Aufbau nach der 9. Auflage der Strunz’schen Mineralsystematik richtet, führt in der Gruppe 2.DA.05 auch die nach 2009 neu beschriebenen Spinelle Berndlehmannit, Cuprokalininit, Joegoldsteinit, Nickeltyrrellit und Shiranuiit auf. Die Spinelle Ezochiit und Grimmit werden hier zusammen mit Ferrodimolybdänit (FeMo2S4), Zaykovit (Rh3Se4) und Zolenskyit (FeCr2S4) der allgemeineren Gruppe 2.DA (Metallsulfide mit M:S=3:4) zugewiesen.
Auch die vorwiegend im englischen Sprachraum gebräuchliche Systematik der Minerale nach Dana ordnet den Cuproiridsit in die Klasse der „Sulfide und Sulfosalze“ und dort in die Abteilung der „Sulfidminerale“ ein. Hier ist er in der „Linneitgruppe (Isometrisch: Fd3m)“ mit der System-Nr. 02.10.01 innerhalb der Unterabteilung „Sulfide – einschließlich Seleniden und Telluriden – mit der Zusammensetzung AmBnXp, mit (m+n) : p = 3 : 4“ zu finden.

## Chemismus
Cuproiridsit mit der Endgliedzusammensetzung (CuIr2S4) besteht aus Kupfer (Cu), Iridium (Ir) und Schwefel (S) im Stoffmengenverhältnis von 1 : 2 : 4, was einem Massenanteil (Gewichts-%) von 11,03 Gew.-% Cu, 66,71 Gew.-% Ir und 22,26 Gew.-% S entspricht.
Insgesamt 26 Mikrosondenanalysen am Typmaterial aus Kamtschatka ergaben dagegen die abweichende durchschnittliche Zusammensetzung von 7,41 Gew.-% Cu, 48,9 Gew.-% Ir und 24,6 Gew.-% S. Zusätzlich wurden Anteile von 3,17 Gew.-% Eisen (Fe) und 0,27 Gew.-% Nickel (Ni) sowie 10,5 Gew.-% Platin (Pt) und 6,05 Gew.-% Rhodium (Rh) gemessen, die einen Teil des Kupfers beziehungsweise einen Teil des Iridiums in der Formel diadoch vertreten.
Auf der Basis von vier Schwefelatomen errechnet sich aus den gemessenen Werten die empirische Zusammensetzung (Cu0,61Fe0,30Ni0,02)Σ=0,93(Ir1,38Pt0,28Rh0,31)Σ=1,92S4,00, die zur eingangs genannten Formel idealisiert wurde.
Mit Cuprorhodsit (Cu1+0,5Fe3+0,5)Rh3+2S4 und Malanit Cu1+(Ir3+Pt4+)S4 bildet Cuproiridsit jeweils eine lückenlose Mischkristallreihe.

## Kristallstruktur
Cuproiridsit kristallisiert in der kubischen Raumgruppe Fd3m (Raumgruppen-Nr. 227) mit dem Gitterparameter a = 9,92 Å sowie 8 Formeleinheiten pro Elementarzelle.

## Bildung und Fundorte
Cuproiridsit bildet sich in alluvialen Lagerstätten, wo er neben Cuprorhodsit und Malanit unter anderem noch mit Bornit, Chalkopyrit, Cherepanovit, Cooperit, Erlichmanit, Irarsit, Iridosmin, Isoferroplatin, Kashinit, Laurit, gediegen Osmium und Platin, rhodiumhaltigem Pentlandit und Sperrylith vergesellschaftet vorkommen kann.
Als seltene Mineralbildung konnte Cuproiridsit nur an wenigen Orten nachgewiesen werden, wobei weltweit bisher rund 30 Fundstätten dokumentiert sind (Stand 2020). Außer an den genannten Typlokalitäten am Berg Filipp auf Kamtschatka sowie am Chad- und am Kondjor-Massiv in Chabarowsk, fand sich das Mineral in Russland noch an weiteren Stellen auf Kamtschatka, am ebenfalls im Aldanhochland der Republik Sacha gelegenen Inagli-Massiv, im Il’chir-Ophiolith-Gürtel im Sajangebirge, in einer Seifenlagerstätte am Fluss Is bei Nischnjaja Tura und in verschiedenen Ophiolith-Lagerstätten in der Umgebung von Alapajewsk in der Oblast Swerdlowsk sowie in den Ir-Rh-Ni-Sulfid-Lagerstätten Centralnoye-I und -II nahe Rai-Iz (Raiz) in der Oblast Tjumen im Ural.
In Österreich kennt man Cuproiridsit bisher nur aus Kraubath an der Mur, vom Sommergraben und von einer unbenannten Chromit-Lagerstätte am Mitterberg bei Sankt Stefan ob Leoben in der Steiermark.
Weitere Fundorte liegen unter anderem in Australien, Finnland, Griechenland, Italien, Kanada, Kasachstan, Kuba, Myanmar, Nordmazedonien, auf den Philippinen, in Sierra Leone und den Vereinigten Staaten von Amerika (Alaska).